# 佩薩羅和烏爾比諾省
佩薩羅和烏爾比諾省（Provincia di Pesaro e Urbino）是意大利馬爾凱的一個省。面積2,892平方公里，2005年人口365,249人。首府佩薩羅。
下分67市鎮。

## 出土的知名文物
- 卡爾托切托-佩爾戈拉的鍍金銅像